# Delco (Carolina del Norte)
Delco es un lugar designado por el censo ubicado en el condado de Columbus en el estado estadounidense de Carolina del Norte. La localidad en el año 2010, tenía una población de 348 habitantes.

## Geografía
Delco se encuentra ubicado en las coordenadas 34°19′11.89″N 78°13′36.07″O / 34.3199694, -78.2266861. 